# Dime Savings Bank of New York

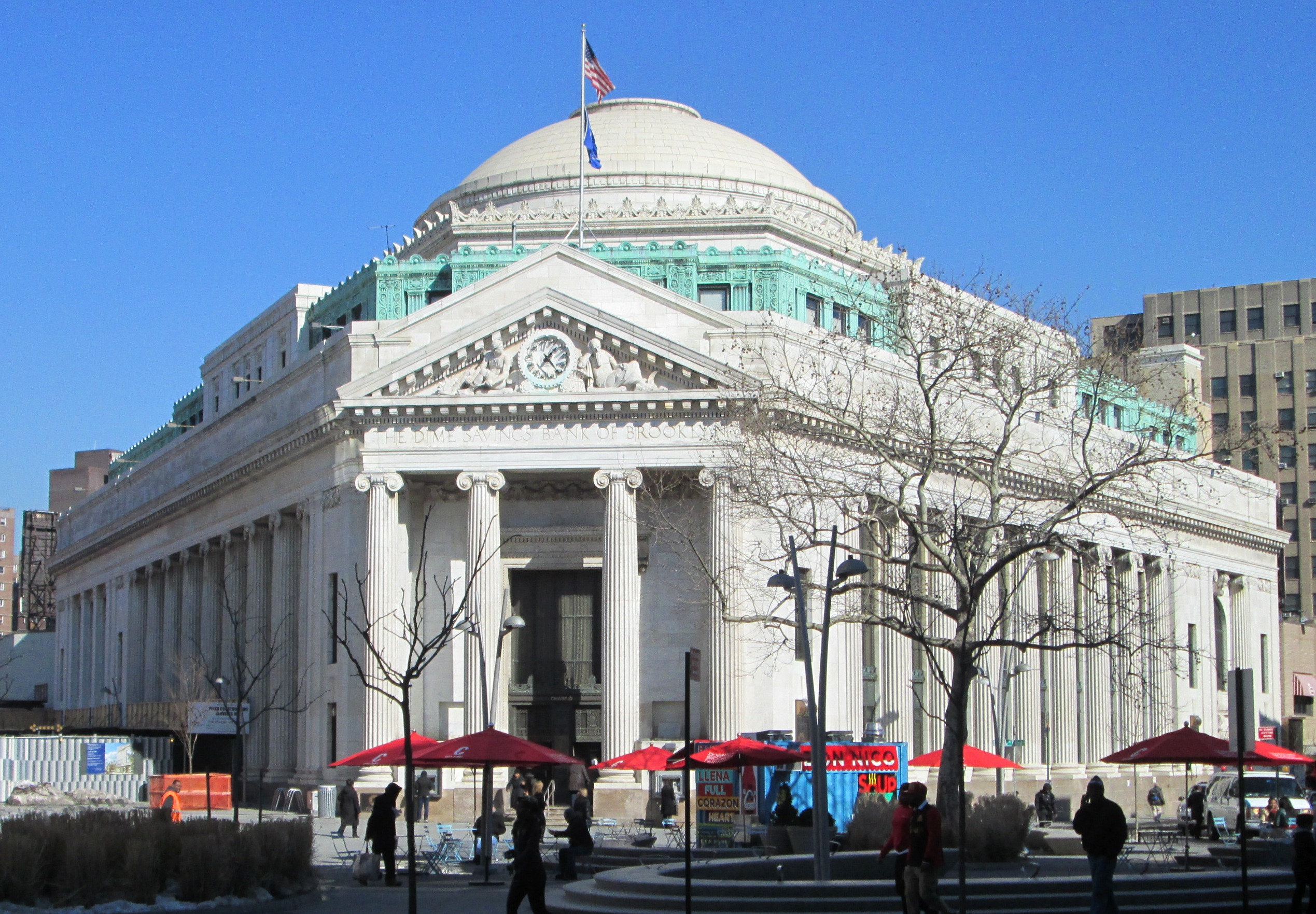
Dime Savings Bank of Brooklyn, 9 DeKalb Avenue.

Dime Savings Bank of New York, originalmente denominado Dime Savings Bank of Brooklyn, era un banco estadounidense que operó desde 1859 hasta fines del siglo XX. No debe ser confundido con el Dime Savings Bank of Williamsburgh, también ubicado en Brooklyn. El edificio donde se ubicaba el banco, en 9 DeKalb Avenue en el centro de Brooklyn, actualmente en manos de Chase, es un monumento histórico.
El ejecutivo Richard Parsons trabajó como Presidente y Oficial Operativo en Jefe de Dime durante la crisis económica de los años 80, cuando el banco cambió su nombre a Dime Savings Bank of New York, y desempeñó otros cargos hasta 1995. Simultáneamente, trabajó como CEO de Dime Bancorp Inc., la empresa propietaria del banco Dime, desde 1990 hasta 1994.
Dime fue adquirido por Washington Mutual en 2002.